# Distribució singular
En Teoria de la probabilitat, una distribució singular(respecte la mesura de Lebesgue) és una distribució de probabilitat a {\displaystyle \mathbb {R} ^{n}\ (n\geq 1)} concentrada en un conjunt de mesura de Lebesgue 0. Alguns autors també demanen que la probabilitat de qualsevol conjunt de la forma {\displaystyle \{x\},\ x\in \mathbb {R} ^{n}} sigui zero; en aquest cas, d'acord amb la nomenclatura estàndard de la teoria de la mesura (vegeu Sato) un nom més adient és distribució contínua singular.

## Propietats de les distribucions contínues singulars
Les distribucions contínues singulars no són absolutament contínues respecte la mesura de Lebesgue.
Les distribucions contínues singulars no són distribucions de probabilitat discretes, ja que, tal com hem dit, cada punt discret té una probabilitat zero.

## Exemple
Un exemple de distribució contínua singular és la distribució de Cantor; la seva funció de distribució és una funció de Cantor.